# Мюнсгаузен (комуна)
Мюнсгаузен (люксемб. Munzen, фр. Munshausen, нім. Munshausen) — комуна Люксембургу. Входить до складу кантону Клерво в окрузі Дикірх.

## Географія
Площа території комуни становить 25,57 км² (31-е місце за цим показником серед 116 комун Люксембургу).
Висота найвищої точки комуни над рівнем моря складає 548 метрів (3-є місце за цим показником серед комун країни), найнижчої — 283 метрів (94-е місце).

## Демографія
Станом на 2011 рік на території комуни мешкало 1 152 ос.
Динаміка чисельності населення:

## Адміністративний поділ
До складу комуни входять такі поселення:
| Поселення  | Населення за даними переписів: | Населення за даними переписів: | Населення за даними переписів: |
| Поселення  | на 31.03.1981                  | на 01.03.1991                  | на 15.02.2001                  |
| ---------- | ------------------------------ | ------------------------------ | ------------------------------ |
| Драуффельт | 97                             | 113                            | 134                            |
| Марнах     | 228                            | 286                            | 429                            |
| Мюнсгаузен | 133                            | 133                            | 138                            |
| Родер      | 68                             | 58                             | 62                             |
| Зібеналер  | 37                             | 34                             | 54                             |